# Kyle Kindred
Kyle Kindred (Arkansas City, 1978) is een Amerikaanse componist, muziekpedagoog, pianist en trombonist.

## Levensloop
Kindred kreeg zijn eerste pianoles op vierjarige leeftijd. Later leerde hij het eufonium en daarna de trombone te bespelen. In het harmonieorkest van zijn High School speelde hij - naar behoefde - beide instrumenten. Kindred studeerde muziektheorie, compositie en piano aan de Wichita Staatsuniversiteit in Wichita en behaalde aldaar zijn Bachelor of Music. Vervolgens studeerde hij aan de Universiteit van Texas in Austin en behaalde zijn Master of Music in compositie. Zijn studies voltooide hij eveneens aan de Universiteit van Texas in Austin en hij promoveerde tot Doctor of Musical Arts. Tot zijn docenten behoorden Walter Mays, Dean Roush, Donald Grantham en Kevin Puts. 
Als docent voor compositie en muziektheorie is hij verbonden aan de Sam Houston State University in Huntsville.
Hij verzorgde als pianist solistische optredens en als begeleider in recitals, cd- en studio-opnames. Verder werkt hij als pianist mee in het University of Texas New Music Ensemble, University of Texas Wind Ensemble en in het Nexus Chamber Orchestra in Austin.
Met zijn werken ontving hij als componist al verschillende prijzen, zoals in 2000 de prijs tijdens het Young Composer Mentor Project van de National Bandmasters Association (NBA), in 2001 won hij de Claude T. Smith Memorial Composition Contest en in hetzelfde jaar de 1e prijs tijdens de competitie van de Victor Herbert (American Society of Composers, Authors and Publishers ASCAP) Prijs. Zijn werken werden uitgevoerd door bekende Amerikaanse en/of buitenlandse harmonieorkesten zoals de North Texas Wind Symphony, de Florida State University Wind Orchestra, het San Jose State University Wind Ensemble, de St. Louis Wind Symphony, de United States Navy Band, het Indiana University of Pennsylvania Wind Ensemble, de TAD Wind Symphony of Japan, de Brigham Young University Symphonic Band en het Showa University of Music Wind Ensemble in Kawasaki (Japan).

## Composities

### Werken voor orkest
- 2002: - The Night Wind's Wail: Fantasy, voor orkest
- 2007: - Arañitas de Sueño, voor orkest
- 2008: - A.D. 2004, voor orkest

### Werken voor harmonieorkest
- 1998: - Prestidigitato!, voor harmonieorkest
- 2001: - With the Ear of Your Heart, Rejoice!, voor gemengd koor en harmonieorkest
- 2003: - The Candy Sweet, voor harmonieorkest
- 2006: - Fear-A-Phobia, voor harmonieorkest
- 2007: - In Store, voor harmonieorkest
- 2012: - Variations on a Tango, voor harmonieorkest

### Kamermuziek
- 1998: - Sonate, voor altsaxofoon en piano
- 2000: - Concert nr. 1, voor piano en kamerensemble
- 2003: - ELE-VAriations, voor hobo, fagot en accordeon
- 2004: - Austintasia, voor saxofoon en piano
- 2004: - Beautiful Day - Concert nr. 2, voor piano/celesta en kamerensemble
- 2004: - Inundación, voor viool, cello en piano
- 2010: - SAMfare, voor koperensemble en slagwerk

### Werken voor piano
- 2001: - OWLklahoma,

### Filmmuziek
- 2007: - Lay Here